# Ajgialeus (syn Adrastosa)
Ajgialeus (Αἰγιαλεύς) – w mitologii greckiej syn króla Argos Adrastosa i prawdopodobnie Ajgialei.
Uczestniczył w wyprawie Epigonów przeciwko Tebom. Jako jedyny z jej wodzów zginął, zabity przez króla Laodamasa. Pochowano go w megaryjskim Pagaj.